# نقطة السيطرة القطاعية – بغداد
نقطة السيطرة القطاعية-بغداد (المعروفة أيضًا باسم SCP-B أو "skip bee") كانت المجموعة التشغيلية الرئيسية والأكبر من بين ثلاث مجموعات لفريق الاستقصاء المتعلق بالعراق. كانت SCP-B، إلى جانب الهيئة الأساسية لفريق ISG، تقع في مجمع قاعدة النصر بموقع الرئاسة السابق الرضوانية في مطار بغداد الدولي بغرب بغداد.
من تأسيسها في ربيع 2003 وحتى حلها في نهاية فبراير 2005، كانت SCP-B تحت قيادة سلسلة من ضباط التحالف من الجيش الأمريكي، المارينز الأمريكي، والجيش الأسترالي. كان أول قائد لها هو العقيد جورج والدروب من الاحتياط في الجيش الأمريكي، الذي قاد المجموعة من تأسيسها حتى صيف 2004. اختاره وزير الدفاع الأمريكي دونالد رامسفيلد لاحقًا لرئاسة فرع الدعم الاستراتيجي في وكالة استخبارات الدفاع (الولايات المتحدة). تلاه العقيد فرانك جونسون من مشاة البحرية الأمريكية، الذي تم استدعاؤه من التقاعد وقاد الوحدة حتى أكتوبر 2004. ثم تبعه الملازم أول آندي كار، مهندس أسترالي، تلاه لفترة وجيزة المقدم بيك (الذي أصبح لاحقًا مقدمًا). وكان آخر قائد لـ SCP-B هو الرائد داميان هيك من الشرطة العسكرية الأسترالية.
شملت مهام SCP-B البحث عن أسلحة الدمار الشامل، بالإضافة إلى مكافحة الإرهاب والتحقيق المستمر في مصير قائد البحرية الأمريكية سكوت سبايكر الذي تم إسقاط طائرته خلال حرب الخليج الثانية عام 1991. كان يُعتقد في البداية أنه قتل، لكنه أعلن لاحقًا مفقودًا بعد ظهور أدلة على بقائه على قيد الحياة عقب تحطم طائرته.
تكونت SCP-B من عدة فرق جمع متنقلة (MCTs) تضم أفرادًا من القوات الأمريكية والبريطانية والأسترالية، مع غلبة عددية للأمريكيين. عادةً ما كان يتكون فريق MCT من قائد (عادة ما يكون برتبة رائد أو نقيب، وأحيانًا بقيادة ملازمين أو عقود كاملين) وما بين 10 إلى 20 فردًا حسب متطلبات المهمة. كانت الغالبية العظمى من أفراد SCP-B من الحرس الوطني الأمريكي واحتياطي الجيش الأمريكي، كما كان هناك تمثيل جيد من بحرية الولايات المتحدة، المارينز، القوات الجوية، وعدد من قوات التحالف الأخرى، إلى جانب بعض أفراد قوات العمليات الخاصة الأمريكية ولواء مشاة الفرسان الأول. كما ضمت SCP-B فرق الشرطة العسكرية الأمريكية، التي كانت توفر الحماية الأمنية للقوافل ومواقع فرق MCT، بالإضافة إلى النقل الآمن لأفراد ISG في تنقلاتهم داخل بغداد.
احتوت SCP-B أيضًا على وحدات خاصة أخرى، مثل فرق تدريب الكلاب (غالبًا من المقاولين المدنيين)، فرق التخلص من المتفجرات، فرق رادار قياس الأرض، الاتصالات الفضائية، ومجموعة نقل وتخزين أسلحة الدمار الشامل.

## روابط خارجية
- مقطع تشويقي لفيلم وثائقي قادم "أرض الارتباك" يضم جنود من الحرس الوطني في بنسلفانيا المعينين في SCP-B عامي 2004–2005.